# Dispersionsfarbe

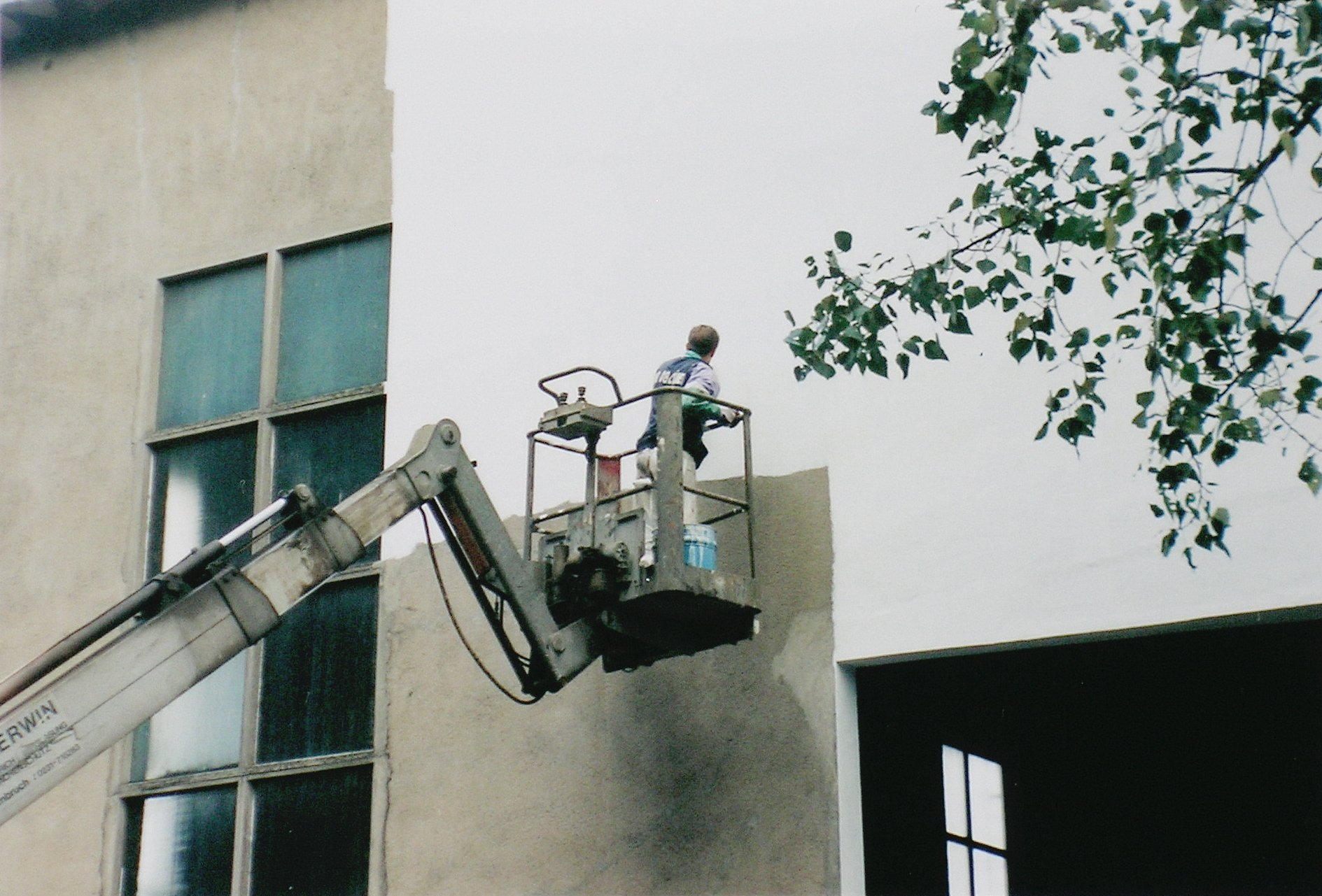
Fassadenanstrich mit Dispersionsfarbe

Dispersionsfarben sind zäh- bis dünnflüssige Anstrichstoffe. Sie bestehen aus einer Dispersion (meistens einer Suspension) aus Binde- und Lösungsmitteln, Pigmenten sowie Füll- und Zusatzstoffen. In diesem allgemeinen Sinn handelt es sich bei der Mehrzahl der flüssigen Anstriche (Lacke, Farben) um Dispersionen. Mit Dispersionsfarbe im engeren und umgangssprachlichen Sinn ist jedoch eine handelsübliche Wandfarbe auf Wasserbasis gemeint, wie sie früher unter dem Begriff Binderfarbe allgemein bekannt war und in jedem Baumarkt zumeist als Innenwandfarbe zu kaufen ist. Hochwertigere Farben werden oft als Acryl- oder Kunstharzdispersionfarben bezeichnet.
Daneben gibt es auf dem Markt noch ähnlich aufgebaute wasserhaltige Wandfarben, die statt synthetischen und mineralölhaltigen Zutaten vor allem Pflanzenöle verwenden und als Naturdispersionsfarben bezeichnet werden.

## Wirtschaftliche Bedeutung
In Deutschland wurden im Jahr 2008 etwa 890.000 Tonnen Dispersionsfarben und -lacke produziert. Der Gesamtverkaufswert dieser Produkte betrug 1,28 Milliarden Euro. Die produzierte Menge verteilt sich auf Dispersionsfarben für die Innenanwendung (70 %), für die Fassadenanwendung (18 %) und Dispersionslacke (12 %). Umgerechnet auf den Verkaufswert der Produkte betragen die Anteile 53 %, 20 % und 27 %.

## Kunstharzdispersionsanstriche
Kunstharzdispersionsanstriche (auch Kunststoffdispersionsanstriche, -farben, oder -dispersionen) sind Wandanstriche, die in der Regel aus einer Dispersion von Kunstharz und Wasser bestehen. Für den Innenbereich sind sie Qualitätsmerkmale in der EN 13300 genormt, solche für den Außenbereich in der EN 1062.

### Bestandteile
Hauptbestandteile sind typischerweise Wasser als Verdünnungsmittel, aus Mineralöl gewonnene Kunstharze (meist Acrylharze) oder ähnliche Kunststoffe (beispielsweise Polyvinylacetat) als Bindemittel, und als farbgebend Farbstoffe oder Pigmente. Pigment für Weiß ist meist Titandioxid, es kommen noch Füllstoffe wie Calciumcarbonat, Silikate und Quarzmehl hinzu. Hilfsstoffe (Additive) verbessern die technologischen und Anwendungseigenschaften. Solche Zusätze sind Stabilisatoren, Entschäumer, Verdickungsmittel, Konservierungsmittel, Lösungsmittel. Bei den verwendeten Kunstharzen handelt es sich um Acrylate oder Polyvinylacetat, die letzteren werden für Latexfarben eingesetzt. Kunstharzdispersionswandfarben mit besonders hoher Wasserfestigkeit, für den Außen- und Fassadenbereich sowie für Feuchtbereiche im Hausinneren enthalten einen erhöhten Anteil an Kunstharz. Kunstharzdispersionsfarben mit dekorativen Zusätzen wie Glitter werden ebenfalls als Latexfarben bezeichnet.

### Feste Farbe
Neben flüssiger Kunstharzdispersionsfarbe gibt es thixotrope (kompakte) Anstriche, bekannt unter dem Namen Feste Farbe®. Durch ihre Thixotropie sollen sie beim Streichen weniger klecksen und spritzen. Kompaktfarben haben an Marktbedeutung verloren, da die meisten Dispersionsfarben mittlerweile tropfgehemmt (leicht geleeartig) eingestellt sind und sich im Gegensatz zu Fester Farbe wesentlich leichter applizieren lassen.

### Abtönung
Mit Vollton-, Abtönfarbe oder Pigmentpräparationen lassen sich weiße Dispersionsfarben einfärben. Pigmentpräparationen sind vordispergierte, bindemittelfreie Produkte, die allein verwendet keinen Film bilden würden. Solche Zusätze werden meist für automatische Systeme, Tönsysteme verwendet. Es existieren jedoch auch wenige Hersteller, die Pigmentpräparationen für den professionellen Bereich anbieten. Vollton- und Abtönfarben sind fertige Anstrichmittel, die Filmbildner enthalten. Vollton- und Abtönfarben werden üblicherweise für die manuelle Abtönung im „Do-it-yourself“-Bereich verwendet.
Fertig abgetönte Farben sind in Fach- und Baumärkten erhältlich. Die Farben werden entweder vor Ort computergesteuert gemischt (point-of-sale tinting) oder bereits ab Werk abgetönt (in-plant tinting oder ‚Werkstönung‘) angeliefert. In manchen Ländern, wie den Vereinigten Staaten, ist das point-of-sale tinting zum Standard geworden und sind nicht nur in Baumärkten im Handel, sondern auch in Einzelhandelsketten. Meist wird eine Mindestmenge abgegeben, da speziell die Tönung kleiner Mengen eine hohe Dosiergenauigkeit erfordert und eine exakte Einstellung der verwendeten Pigmentpräparationen. Prinzipiell können manuell und automatisch dieselben Pigmente verwendet werden, so dass dasselbe Echtheitsniveau der resultierenden Farbtöne erreicht wird. In der Praxis wird bei Dosierautomaten eine begrenzte Auswahl von farbig und ökonomisch ausgewählten Pigmenten verwendet, die alle angebotenen Produktarten abdecken müssen. Die Farbtongenauigkeit von automatischen Dosiersystemen hängt stark von der Anzahl und der Art der vorgegebenen Pigmente ab sowie von den im Mischer hinterlegten Farbtonformulierungen.

### Umweltverträglichkeit
Das Bundesministerium für Umweltschutz, Naturschutz und Reaktorsicherheit ist Zeicheninhaber des Umweltzeichens der „Blaue Engel“ und das Deutsche Institut für Gütesicherung und Kennzeichnung e. V. (RAL) vergibt das Siegel auf freiwilliger Basis des Herstellers. Nach den Vergabekriterien sind umwelt- und gesundheitsschädliche Stoffe nicht verboten. Ausgezeichnet werden schadstoffarme Lasuren und Lacke nach der Verordnung DE-UZ 12 a und Wandfarben nach DE-UZ 102. Neben anderen Bedingungen ist für die enthaltenen organischen Lösemittel ein Grenzwert von 700 ppm, entsprechend 0,7 g/l flüchtige organische Verbindungen festgelegt. Diese Begrenzung ist weitaus niedriger als in der von der europäischen Union vorgegebenen Decopaint-Richtlinie und deren (seit 2010) gültiger Richtwert von 30 g/l.

### Gesundheitliche Aspekte
Dispersionsfarben enthalten in der Regel Konservierungsmittel und Biozide, um Bakterienbefall und Schimmelbildung zu unterbinden. Ohne Konservierungsmittel würden viele Farbsysteme bereits im Topf verderben. Manche dieser Stoffe können bei der Anwendung zu allergischen Reaktionen führen. Mithilfe geeigneter mineralischer Zusätze werden auch Farben ohne Biozide stabilisiert. Sie sind physiologisch unbedenklicher und werden beispielsweise zur Herstellung (Beschichtung) von Lebensmittelverpackungen mit Lebensmittelsicherheit verwendet. Im Handel sind diese Farben erhältlich und entsprechend gekennzeichnet und vorzugsweise als Wandfarben für Kinderzimmer oder Krankenhäuser empfohlen.
Dispersionsfarben enthalten mitunter Talkum als Füllstoff, das als Naturprodukt mit Asbest, insbesondere mit Amphibolasbest, verunreinigt sein kann. Deshalb sollte bei der Auswahl der Anstrichfarbe auf die Inhaltsstoffe gemäß Sicherheitsdatenblatt geachtet werden. Jedoch geht von der flüssigen Farbe und im getrockneten Zustand von eventuellen Verunreinigungen keine Gefahr aus. Beim Bearbeiten der getrockneten Farbe durch Bohren, Fräsen, Abschaben kann der Asbest-Anteil jedoch freigesetzt werden.

## Naturdispersionsanstriche
Naturdispersionsanstriche oder -farben werden wie Kunstharzdispersionsanstriche verwendet, sie bestehen ausschließlich oder zum größten Teil aus natürlichen, nicht-synthetischen Zutaten. Wie vor Erfindung des Kunstharzes werden Pflanzenöle wie Leinöl oder Rizinusöl als trocknende Öle verwendet und Titandioxid ist durch andere natürliche Pigmente ersetzt. Mineralische Pigmente haben gegenüber organischen Pigmenten den Vorteil, im Sonnenlicht weniger auszubleichen. Naturdispersionsfarben sind aufgrund der selten massenindustriell produzierten Rohstoffe in der Regel teurer als Farben auf Kunstharzbasis.
Nach dem Auftragen entsteht im Raum ein leichter Geruch des Naturöls, der nach einiger Zeit (bei guter Lüftung schneller) nachlässt. Ob er als angenehm oder unangenehm empfunden wird, hängt von der individuellen Wahrnehmung ab. Das Naturöl (vor allem Leinöl) kann zu einer Vergilbung des Anstrichs führen. Diese Umfärbung geschieht gleichmäßig und fällt dadurch kaum auf. Das Entstehen von Staubrändern an Bilderrahmen ist geringer als bei Kunstharzdispersionen, da keine statische Aufladung besteht.

## Emulsionsfarben
Weil die Begriffe Dispersionsfarbe und Kunstharzdispersionsfarbe mittlerweile nahezu synonym gebraucht werden, werden andersartige Dispersionsanstriche teilweise als „Emulsionsfarben“ bezeichnet. Farbe der Marke Plaka von Pelikan wird vom Hersteller nach dem verwendeten Bindemittel beispielsweise als Casein-Emulsionsfarbe bezeichnet.